# Wärmeverlust
Als Wärmeverlust wird in der Technik diejenige Wärmemenge bezeichnet, welche von einem thermodynamischen System in Gestalt eines beheizten Gebäudes, einer technischen Anlage, etwa eines Industrieofens oder einer Fernwärmeleitung, ungewünscht und ungenutzt an die Umgebung abgegeben wird. Abwärme ist die Verlustwärme, die an die Umwelt abgegeben wird.
Bedingung für einen Wärmefluss (Wärmestrom, Wärmemengenstrom), der den Wärmeverlust herbeiführt, ist das thermodynamische Ungleichgewicht des Systems. Dabei liegen im System unterschiedliche Temperaturen vor; und die Wärme fließt von einem Punkt höherer Temperatur zu einem Punkt niedrigerer Temperatur. Entspricht die Systemgrenze einer festen Wand, so ist der Wärmeverlust vom Wärmedurchgang durch die Wand abhängig.

## Allgemeines
Die Beschreibung und Erfassung von Wärmeverlusten erfolgt gemäß dem, was darüber aus der Theorie und Praxis der Wärmeübertragung und der Thermodynamik sowie aus anderen Disziplinen dazu herangezogen werden kann. Generell wird versucht, den Wärmeverlust durch geeignete Maßnahmen zu minimieren. An realen thermodynamischen Systemen können Wärmeverluste nicht völlig verhindert, sondern allenfalls minimiert werden. Mögliche Maßnahmen sind die Reduzierung der Höhe des Temperaturunterschieds zwischen unterschiedlichen Punkten des Gesamtsystemraums bzw. zwischen Teilsystemen, die Verkleinerung der Oberfläche sowie der Einsatz von Wärmedämmung.
Ein Wärmeverlust lässt sich mit den Grundlagen der Wärmeübertragung und Thermodynamik in vielen Fällen aus theoretischen Überlegungen heraus in gewisser Näherung noch berechnen, sofern die Randbedingungen hinreichend genau bekannt sind. Hingegen lässt sich die sogenannte „Verlustwärme“, welche zumeist aus einer aus dissipativen Prozessen stammenden Wärme besteht und deren Rückgewinnung nicht mehr lohnt, oft bloß noch messen, kaum mehr jedoch in Gänze theoretisch herleiten, um diese dann noch zu berechnen.  Kurzum: ein Wärmeverlust wird in der Regel berechnet und kann gemessen werden; eine Verlustwärme wird bestenfalls noch gemessen, nicht jedoch berechnet.
Analog zum Wärmeverlust spricht man in der Kälteversorgung auch von „Kälteverlust“.

## Wärmeverluste an beheizten Gebäuden und Wärmeversorgungsanlagen
Wärmeverluste treten unter anderem in beheizten Gebäuden und Wärmeversorgungsanlagen auf. In beheizten Gebäuden wird in Transmissionswärmeverlust und Lüftungswärmeverlust unterschieden. Lüftungswärmeverlust bezeichnet Wärmeverlust an die äußere Umgebung aufgrund von Lüftung und Infiltration durch die Gebäudehülle sowie aufgrund der Lüftung zwischen beheizten Räumen. Zu den Transmissionswärmeverlusten zählen Wärmeverluste nach außen aufgrund der Wärmeleitung durch die umschließenden Flächen sowie der Wärmefluss aufgrund der Wärmeleitung zwischen unterschiedlich beheizten Räumen. Um die Temperatur im Gebäude konstant zu halten, muss die verlorene Wärme über eine Heizungsanlage ersetzt werden. In Gebäuden wird der Wärmeverlust durch Wärmedämmung, Vermeidung unnötigen Luftwechsels und zeitweise Reduzierung der Raumtemperatur verringert.

## Wärmeverluste bei Wärmeverteilung und Wärmespeicherung
Bei der Wärmeverteilung und Wärmespeicherung findet der Wärmeverlust vor allem durch Wärmeleitung durch die Bauteilwand und umschließende Wärmedämmung statt. Der Anteil des Wärmeverlustes an der Gesamtwärme hängt bei Netzen der Fernwärme und Nahwärme vorrangig von der Wärmedichte ab. Die Wärmedichte ist ein Maß für die verbrauchte Nutzwärme im Verhältnis zur Größe des Wärmenetzes. Gegensätzlichen Einfluss auf den Wärmeverlust haben die Systemtemperaturen und der Rohrleitungsquerschnitt. Bei höheren Temperaturen im Rohrnetz steigen die Wärmeverluste. Der Volumenstrom kann bei einer höheren Temperaturdifferenz zwischen Vorlauf und Rücklauf jedoch reduziert werden. Daher kann in diesem Fall ein kleinerer Rohrquerschnitt gewählt werden. Ein kleinerer Rohrquerschnitt bedeutet eine kleinere Wärmeübertragungsfläche und damit geringere Wärmeverluste. Auch durch den Einsatz von Wärmedämmung wird der Wärmeverlust in Wärmenetzen reduziert. Die Dämmstärke ist stets ein Kompromiss zwischen einem möglichst geringen Wärmeverlust, den Investitionskosten und dem vorhandenen Platzangebot.